# 井寺古墳
井寺古墳（いでらこふん/いてらこふん）は、熊本県上益城郡嘉島町井寺（いてら）にある古墳。形状は円墳。国の史跡に指定されている。

## 概要
熊本県中部、熊本市街地から南東方の丘陵上に築造された古墳である。古墳北側には、湧水で知られる浮島熊野坐神社（浮島神社）が所在する。安政4年（1857年）に土取りにより墳丘封土が崩れて石室が発見され、1982年（昭和57年）・2017-2019年度（平成29-令和元年度）に発掘調査が実施されている。
墳丘は大きく削平されているため詳らかでないが、墳形は円形と推定される（近年の調査以前は前方後円墳説もあった）。墳丘外表に葺石はないと見られる（近年の調査以前は葺石が存在するとする説もあった）。埋葬施設は単室の横穴式石室で、南南西方向に開口する。石室内には「直弧文」と呼ばれる装飾文様が施されている。築造時期は古墳時代中期-後期の5世紀後半から6世紀初頭頃と推定される。
石室を含む一部の墳丘は、1921年（大正10年）に国の史跡に指定されている。2016年（平成28年）には、熊本地震により釜尾古墳（熊本市釜尾町）等とともに墳丘に亀裂が走る等の被害が生じている。

## 遺跡歴
- 安政4年（1857年）閏5月15日、土取りによる石室の発見[2]。
- 1901-1902年（明治34-35年）頃、盗掘[2]。
- 1916-1917年（大正5-6年）、熊本県内の他の装飾古墳と併せて実測調査[2]。
- 1921年（大正10年）3月3日、国の史跡に指定[1]。
- 1982年（昭和57年）、墳丘発掘調査（嘉島町教育委員会、1982年に報告書刊行）[2]。
- 2016年度（平成28年度）
  - 4月、平成28年熊本地震による被害[5]。
  - 12月-翌1月、航空レーザー測量調査（嘉島町教育委員会）[6][7]。
- 2017年（平成29年）10月13日、史跡範囲の追加指定[8]。
- 2017-2019年度（平成29-令和元年度）、範囲確認調査（嘉島町教育委員会、2021年に報告書刊行）。

## 埋葬施設
埋葬施設としては、阿蘇溶結凝灰岩製の横穴式石室が構築されており、南南西方向に開口する。石室の規模は次の通り。
- 玄室：長さ2.94メートル、幅2.47メートル、高さ3.08メートル
- 羨道：長さ1.08メートル、幅0.56メートル

石室内には、羨門・羨道・石障に装飾文様が施されているが、特に幾何学的な直線・弧線から成る「直弧文」と呼ばれる文様である。この直弧文は、赤・白・青・緑の4色で塗り分けられている。また、装飾には前述の直弧文のほか、「円文」・「梯子形文」・「鍵手文」が施されており、それぞれが場所により選択的に組み合わされる。
現在は玄室内が荒らされた結果、区画のない空間であるが、有馬家文書には中央に通路、通路を挟んで左右と奥に区画がある「コの字形屍床」があったことが記載されている。奥壁付近の1区には鏡・直刀、左右2区には人骨があったという。しかし明治30年代に盗掘に遭った際に多くが失われ、鉄刀（直刀）4本のみが出土品として伝世されている。現在、その鉄刀は熊本市立熊本博物館に保管されている。

## 文化財

### 国の史跡
- 井寺古墳 - 1921年（大正10年）3月3日指定[1]、2017年（平成29年）10月13日に史跡範囲の追加指定[7][8]。

## 関連施設
- 熊本県立美術館（熊本市中央区二の丸） - 井寺古墳の複製石室を展示[2]。
- 熊本県立装飾古墳館（山鹿市鹿央町）- 井寺古墳の複製石室を展示。
- 熊本市立熊本博物館（熊本市中央区古京町） - 井寺古墳出土の鉄刀4本を保管[9]。

## 関連文献
（記事執筆に使用していない関連文献）
- 『史跡井寺古墳（嘉島町文化財調査報告）』嘉島町教育委員会、1982年。 - リンクは奈良文化財研究所「全国遺跡報告総覧」。
- 『井寺古墳（嘉島町史跡整備関連報告書 第1集）』嘉島町教育委員会・嘉島町文化財センター、2021年。 - リンクは奈良文化財研究所「全国遺跡報告総覧」。